# Antistathmoptera daltonae
Antistathmoptera daltonae är en fjärilsart som beskrevs av Willie Horace Thomas Tams 1935. Antistathmoptera daltonae ingår i släktet Antistathmoptera och familjen påfågelsspinnare. Inga underarter finns listade i Catalogue of Life.